# USEN GATE 02
「USEN GATE 02」とは株式会社USEN ICT Solutions（英: USEN ICT Solutions CORPORATION）が提供する法人向けICTソリューションサービスブランド。
株式会社USEN ICT Solutionsは、東京都品川区に本社を置く電気通信事業会社。

## 概要
2001年にUSENが民間企業で世界初の商用光ファイバの提供を開始。
翌2002年に、法人向け光ファイバの提供を開始し、これまで約4万社以上に
「USEN GATE 02」サービスを導入している。

導入企業の業種は製造業、サービス業、IT、金融業、運輸業、官公庁など豊富な実績がある。

## 主なサービス
- 法人向けサービス
  - インターネット接続サービス
  - インターネットVPN接続サービス
  - クラウドサービス
  - セキュリティサービス
  - モバイル接続サービス
  - データセンターサービス
  - LAN構築サービス
  - パソコン・デバイス・サービス
  - オフィスデザインサービス

## 沿革
- 2001年 - 3月 株式会社USENにて世界初の商用光ファイバブロードバンドサービス『USEN BROAD-GATE 01』を提供開始（2006年4月にGyao光に改称、2010年2月にSo-netに事業譲渡）
- 2002年 - 2月 法人向けビジネスプラットフォームサービス『USEN BROAD-GATE 02』（現『USEN GATE 02』）を販売開始
法人向け光ファイバーインターネット接続サービス 「光ビジネスアクセス」を販売開始
- 2006年 - 6月「ビジネスiDC」販売開始
- 2007年 - 10月 モバイルデータ通信サービス「モバイルアクセス」を販売開始
- 2008年 - 10月 Google APPS（現 Google Workspace）を販売開始
- 2015年 - 9月 ネットワークデザインサービス開始
- 2016年 - 3月 法人向けビジネスプラットフォームサービス『USEN BROAD-GATE 02』を法人向けICTソリューションサービス『USEN GATE 02』へブランド変更
- 2017年 - 12月 株式会社USENから会社分割により 株式会社USEN ICT Solutions が発足『USEN GATE 02』 ブランドを承継し事業開始